# آیین ژرمنی
آیین ژرمنی (انگلیسی: Germanic religion) یا پاگانیسم ژرمنی (انگلیسی: Germanic paganism) شامل کارهای دینی گوناگون مردم ژرمن از عصر آهن تا مسیحیت در قرون وسطی بود. اعمال مذهبی یک عنصر اساسی از فرهنگ اولیه ژرمنی را نشان می‌دهد. هم از بقایای باستان‌شناسی و هم از منابع ادبی، می‌توان تعدادی از باورهای مشترک یا نزدیک به هم را در میان مردمان ژرمن تا قرون وسطی، زمانی که آخرین نواحی در اسکاندیناوی مسیحی شد، ردیابی کرد. این دین که ریشه اش به دین نیاهندواروپایی می رسد، در طول دوره مهاجرت هندواروپایی‌ها، گسترش یافت و شاخه‌های مختلفی از آن در میان مردمان ژرمن شمالی، مردمان ژرمن اروپای قاره ای و آنگلوساکسون‌ها وجود آمد.

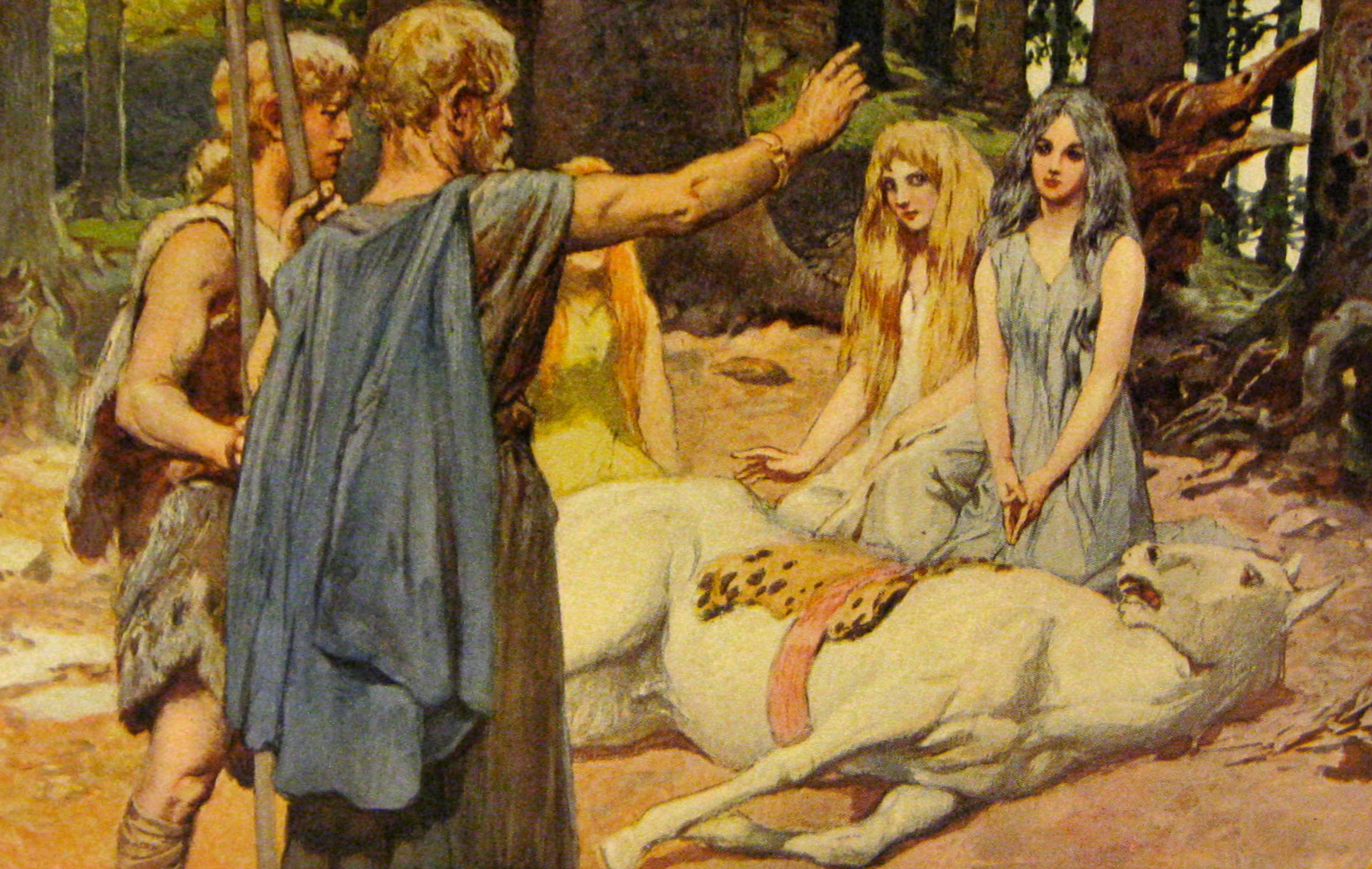
تصویر امیل دوپلر از طلسم دوم مرسبورگ، ۱۹۰۵. در طلسم، خدایان اساطیر ژرمنی اسبی را شفا می‌دهند

## پراکندگی جغرافیایی

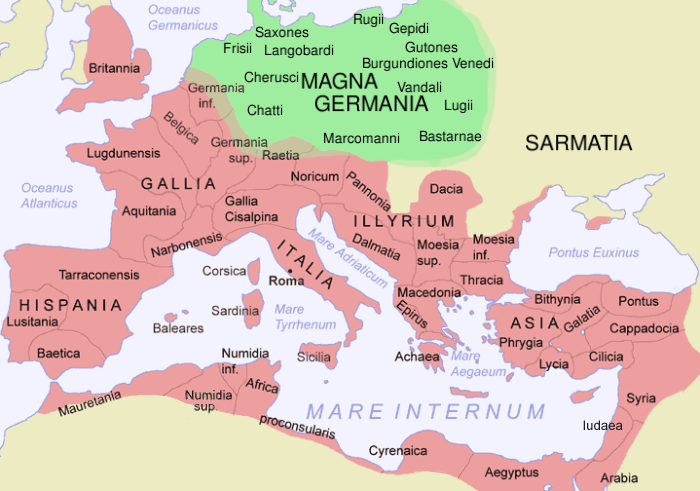
نقشه امپراتوری روم

ژرمانیا اصطلاحی رومی برای اشاره به منطقه شرق رود راین و شمال دانوب و تا جزایر دریای بالتیک بود (نام آن از ژولیوس سزار سرچشمه می‌گیرد که در رساله خود در مورد جنگ‌های گالی، از آن استفاده کرد). منطقه اصلی ژرمن‌ها، در اروپای باستان در دشت‌های شمال اروپا قرار داشت که عمدتاً شامل آلمان امروزی، هلند، دانمارک و شبه جزیره اسکاندیناوی می‌شود. با این حال، مرزهای ژرمنیا به وضوح مشخص نشده بود، زیرا جمعیت ژرمنی‌های زیادی در داخل مرزهای امپراتوری روم زندگی می‌کردند و نفوذ روم به «ژرمنیای آزاد» در آن سوی مرز لیمز رسیده بود. در اروپای مرکزی، فرهنگ سلتیک از قبل مسلط بود و آداب مذهبی اولیه ژرمنی‌ها تحت تأثیر سلت‌ها قرار داشت. بعدها، عناصر فرهنگ رومی با فرهنگ ژرمنی که از شواهد باستان‌شناسی از خدایان رومی، مجسمه‌ها و استخراج طلا فهمیده می‌شود، مخلوط شد. مردم ژرمن هرگز واقعاً یک گروه یکنواخت با فرهنگ مشترک نبوده‌اند، اما برخی از سیستم‌های اعتقادی کلی در متون مربوط به قرون وسطی شناخته شده‌اند، که ممکن است نتیجه ادغام عقاید مختلف در سراسر قبایل ژرمنی در سراسر اروپای مرکزی باشد. در میان مردم ژرمن شرقی، رگه‌هایی از بت‌پرستی گوتیک را می‌توان از آثار و شواهد اندک یافته شده تشخیص داد. به گفته مورخ جان ثور اوینگ، به عنوان یک دین، نسخه ژرمنی متشکل از «پرستندگان فردی، سنت‌های خانوادگی و فرقه‌های منطقه ای در یک چارچوب کاملاً سازگار» بود.

## ژولیوس سزار

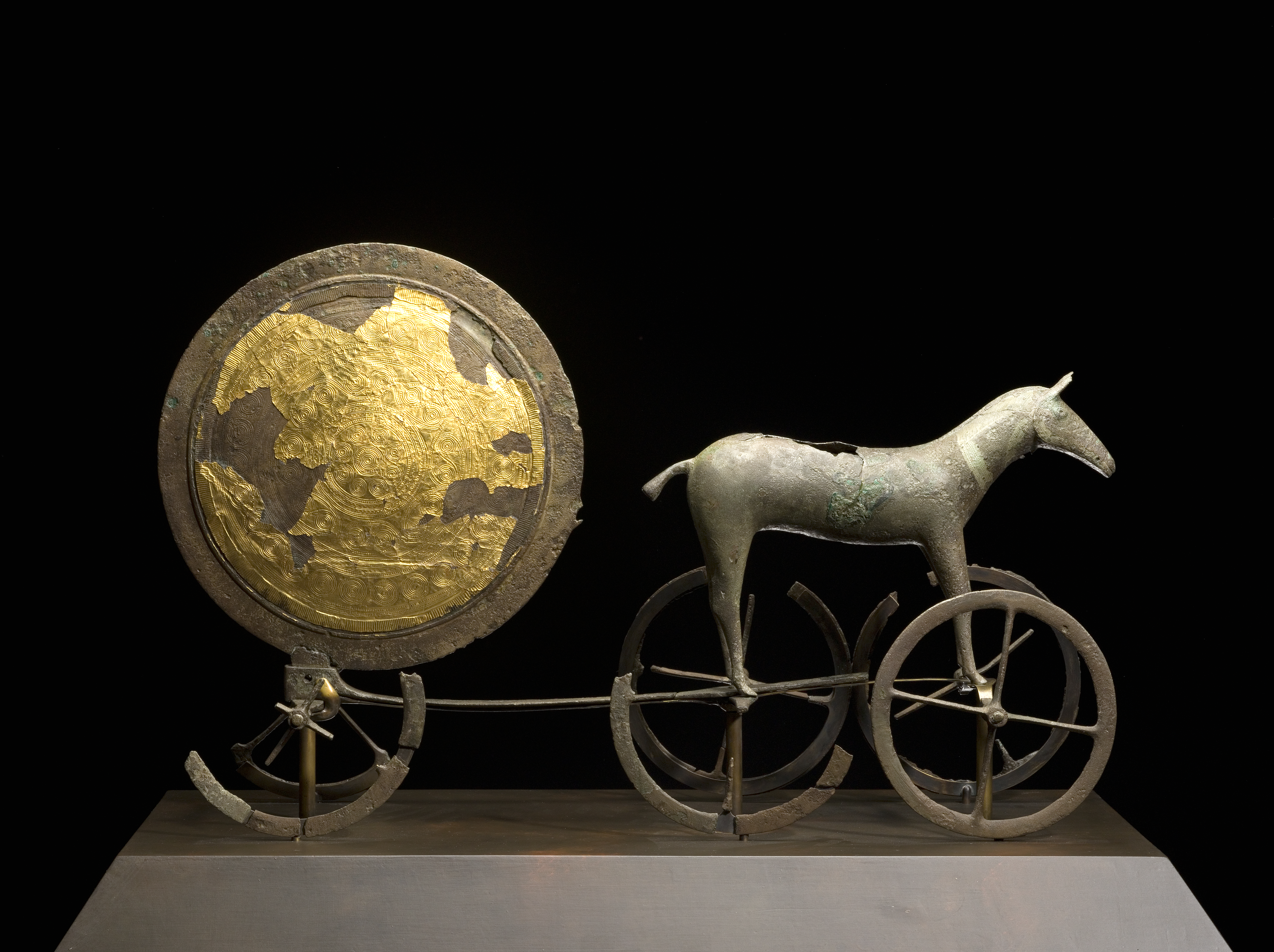
ارابه طلاکاری شده، عصر برنز

یکی از قدیمی‌ترین منابع مکتوب در مورد دین ژرمنی، اثری از ژولیوس سزار است، جایی که او آداب و رسوم بسیار پیچیده سلتی را با سنت‌های بسیار «ابتدایی» آلمانی مقایسه می‌کند:
شیوه زندگی آلمانی‌ها بسیار متفاوت است. آنها هیچ کشیشی برای ریاست بر امور مربوط به خداوند ندارند و اشتیاق زیادی برای قربانی کردن ندارند. آنها فقط آن پدیده‌هایی را خدا می‌دانند که می‌توانند درک کنند و با قدرت آنها آشکارا به آنها کمک می‌شود، خورشید، آتش و ماه. دیگران را حتی بر اساس شنیده‌ها نمی‌شناسند. تمام زندگی آنها صرف شکار و تعقیب نظامی می‌شود.
توصیفات سزار از مذهب قبایل ژرمنی با آنچه که منابع دیگر نشان می‌دهند بسیار متفاوت است و بنابراین توسط محققان دینی مدرن ارزش بالایی به آن داده نمی‌شود. به‌طور کلی، او آلمانیا را به عنوان سرزمین عجایب وحشیانه توصیف می‌کند که بسیار متفاوت از ایتالیایی است که از آن آمده است؛ بنابراین بسیاری از ویژگی‌هایی که او به آن جمعیت نسبت می‌دهد با رومی‌ها در تضاد است. با این حال، یکی از جزئیات جالب، شناسایی مهم‌ترین خدای گال‌ها است که همان مرکوری رومی است. او همچنین به دیگر خدایان رومی که در باورهای آلمانی یافت می‌شوند اشاره می‌کند.
در میان خدایان، مرکوری مهم‌ترین فرقه را دارد. تصاویر مقدس او بسیار متداول است. گال‌ها او را مخترع هر هنر و مهارت، راهنمای جاده‌ها و سفرها می‌نامند و معتقدند که او بیشترین قدرت را برای تجارت و سودجویی دارد. پس از او، آنها به آپولو، مارس و مشتری احترام می‌گذارند. این افراد فکر می‌کنند و معتقدند که آپولو بیماری را از بین می‌برد و مشتری بر خدایان آسمانی حکومت می‌کند و مریخ بر جنگ حاکم است.

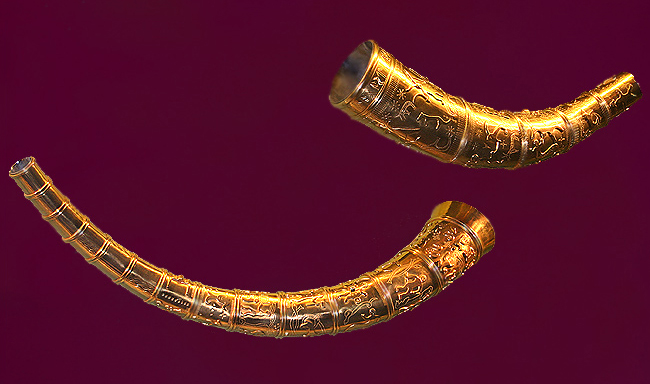
شاخ طلایی گالهوس

## تاسیتوس

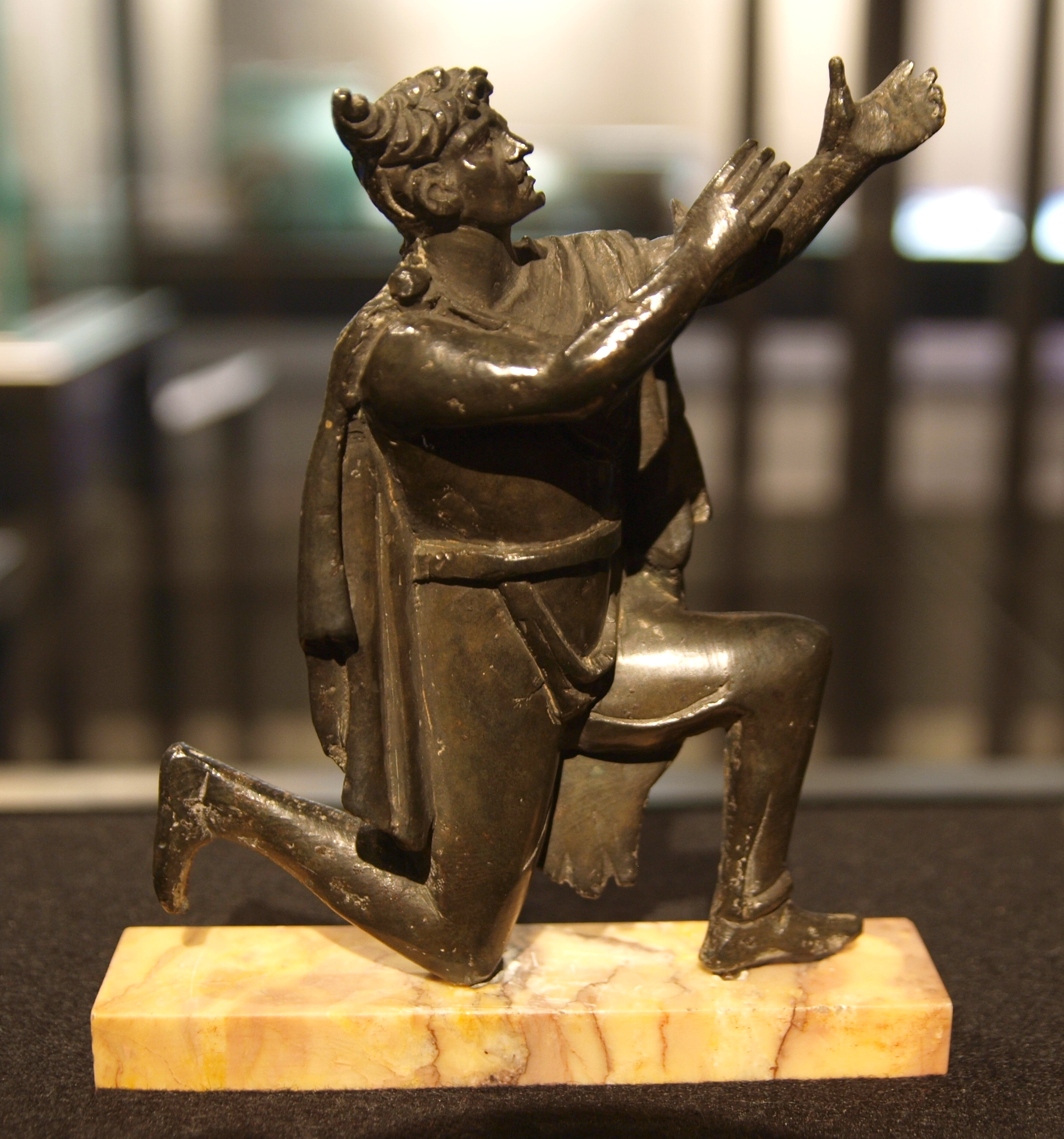
مجسمه برنزی رومی، که یک مرد ژرمنیک در حال دعا را به تصویر می‌کشد.

تاسیتوس در حدود سال ۱۰۰ پس از میلاد توصیفات متأخر و بسیار دقیقی از دین ژرمن‌ها کرده است. توصیفات قوم نگاری او در آلمان بسیار ارزشمند است. بر این اساس، اقوام ژرمن هم انسان و هم حیوانات دیگر را برای خدایان خود قربانی می‌کردند که او آن‌ها را با هرکول و مارس یکی می‌دانست. او همچنین می‌گوید که بزرگ‌ترین گروه، سوئیبی‌ها نیز اسیران جنگی رومی را برای الهه ای قربانی کردند که او را با ایسیس یکی دانست.
خدای دیگری که او را نرتوس می‌نامد، توسط تعدادی از گروه‌ها در منطقه شمال غربی به عنوان یک الهه پرستش می‌شود. طبق گزارش تاسیتوس، پیروان او معتقد بودند که نرتوس مستقیماً در امور انسانی تعامل دارد. زیارتگاه اصلی او در بیشه کاستوم واقع در یک جزیره بود. یک گاری سرپوشیده که توسط نرگاوی کشیده می‌شد به الهه اختصاص داشت و فقط کاهن اعظم اجازه داشت آن را لمس کند. این کشیش توانست الهه را در حال قدم گذاشتن در گاری ببیند. این گاری در سراسر کشور حمل شد و به هر کجا رسید جشنی به افتخار او برپا شد. زمانی که الهه از تماس با فانی‌ها خسته شد، کشیش‌ها جشن‌ها را به پایان رساندند، سپس گاری شسته شد. برده‌ای که مراسم تطهیر را انجام می‌داد، متعاقباً به دریاچه انداخته شد و به عنوان قربانی غرق شد. در مدت سفر الهه، این قبایل به جنگ نمی‌رفتند و به هیچ سلاحی دست نمی‌زدند. به گفته تاسیتوس، آلمانی‌ها ساختمان‌های معابد را خانه‌های نامناسب برای خدایان می‌دانستند، و آنها را به شکل انسانی مانند رومی‌ها به تصویر نمی‌کشیدند. در عوض، خدایان را در جنگل‌ها یا باغات مقدس پرستش می‌کردند.

## عصر آهن

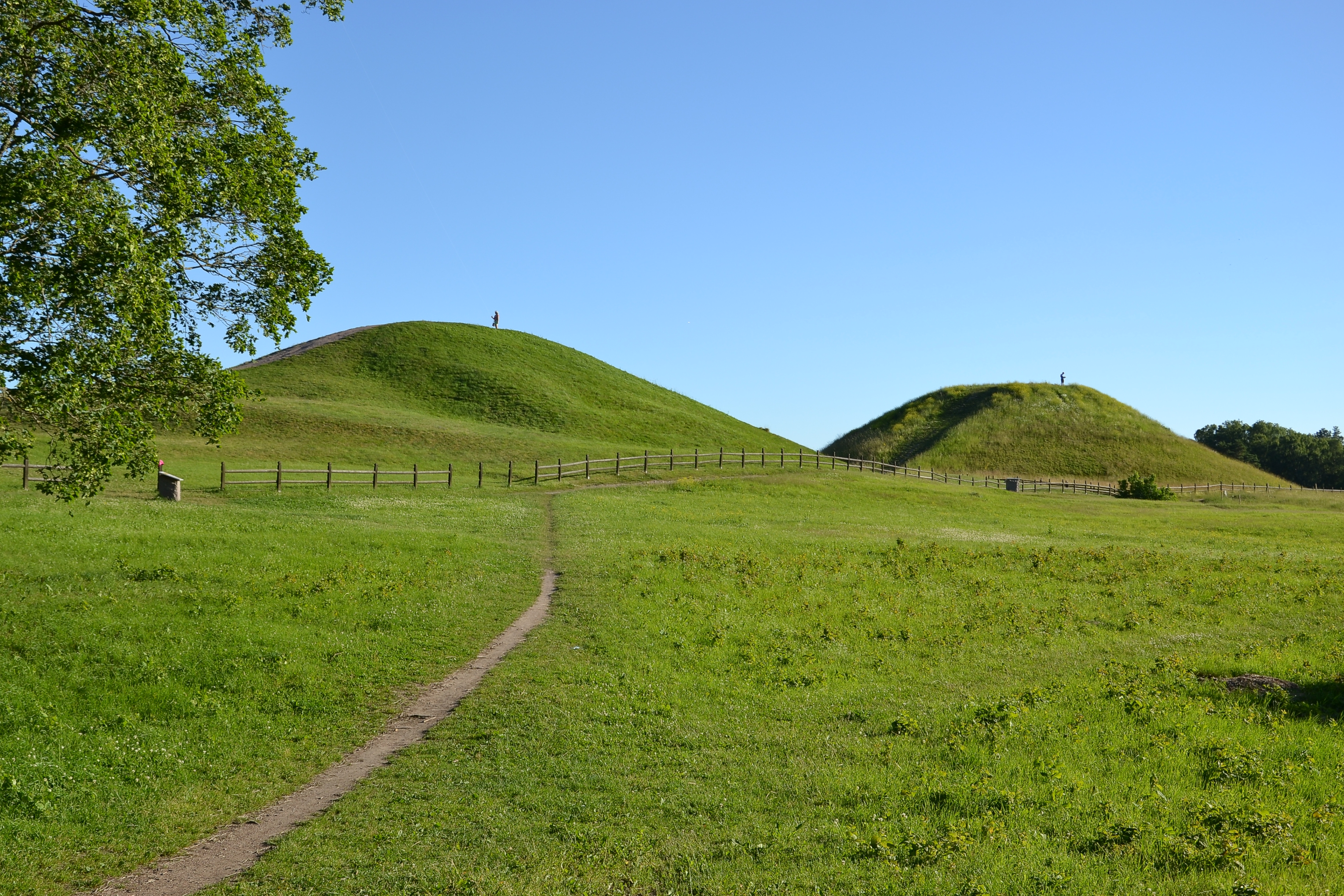
تپه سلطنتی در گاملا اوپسالا شامل صدها (در اصل هزاران) گورپشته است

هنگامی که امپراتور روم کنستانتین بزرگ در سال ۳۳۷ پس از میلاد درگذشت، علیرغم اینکه به مسیحیت گروید، بت‌پرستی هنوز توسط مردم ژرمن دنبال می‌شد. با این حال، کنستانتین مراسم بت‌پرستی را در معابد مذهبی منتخب در سراسر امپراتوری ممنوع نکرد. زمانی بین سال‌های ۳۹۱–۳۹۲، تئودوسیوس اول اعلامیه‌ای رسمی صادر کرد که اعمال مذهبی بت‌پرستی را در سراسر منطقه تحت نفوذ خود غیرقانونی اعلام کرد و جانشینان مختلفی مانند ژوستینیانوس اول نیز به همین ترتیب عمل می‌کردند. فرانک‌ها مستقیماً از بت‌پرستی به مسیحیت آریانی تحت رهبری کلوویس اول در حدود سال ۴۹۶ میلادی تغییر دین دادند. سرانجام قبایل گوتیک از ایمان آریانی خود دور شدند و در سال ۵۸۹ به مسیحیت نیقیه گرویدند.
باورهای بت‌پرستی در میان مردمان ژرمن توسط برخی از مورخان رومی پیشین گزارش شده است و در قرن ششم پس از میلاد، نمونه دیگری از این امر زمانی نمایان می‌شود که مورخ و شاعر بیزانسی، آگاثیاس، اظهار داشت که دین آلمانی‌ها «بدون شک و بدون تردید همان بت‌پرستی» است. با این حال، در طول عصر آهن، فرهنگ آلمانی به‌طور فزاینده ای در معرض تأثیر مسیحیت و فرهنگ مدیترانه قرار گرفت. به عنوان مثال، اولفیلاس مسیحی کتاب مقدس را از یونانی به گوتیک ترجمه کرد و اولین ترجمه شناخته شده کتاب مقدس را به زبان آلمانی ایجاد کرد. جنبه دیگری از این پیشرفت را می‌توان به عنوان مثال در جوردنز مشاهده کرد که داستان گوت‌ها‌، را در قرن ششم نوشت، آنها بیش از ۱۵۰ سال مسیحی بودند و بر منطقه اصلی روم باستان، (ایتالیا) تسلط داشتند. جردنس نوشت که خدای اصلی گوت‌ها مارس است که معتقد بودند در میان آنها متولد شده است. این مورخ از نام اصلی خدا استفاده نمی‌کند، بلکه از شکل لاتین (Mars) استفاده می‌کند. گوت‌ها در قرن چهارم و در زمانی که آیین کاتولیک به دین غالب امپراتوری روم تبدیل شد، به شکل آریانی مسیحیت گرویدند و این امر برچسب بدعت گذار را برای آنها به ارمغان آورد. با گذشت زمان، سنت‌های مذهبی باستانی با فرهنگ مسیحی، ابتدا در جنوب، سپس در شمال، جایگزین شد.

## انگلستان
برای اطلاعات زمینه‌ای و مطالب مرتبط با این بخش مقاله آیین آنگلوساکسون‌ها را ببینید.
در انگلستان در پی مهاجرت ژرمن‌ها ادیان ژرمنی گسترش یافت و با آیین‌های پیشینی رومی در بریتانیا تلفیق شد.

## منابع

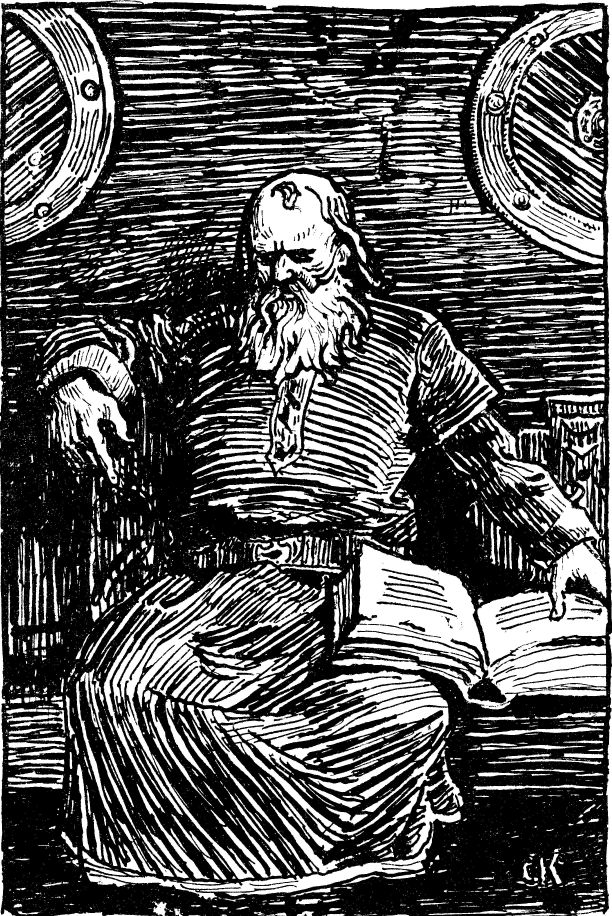
آثار مورخ ایسلندی قرن سیزدهم، اسنوری استورلوسون، منابع ارزشمندی در مورد بت‌پرستی ژرمنی هستند.

## اعمال آیینی

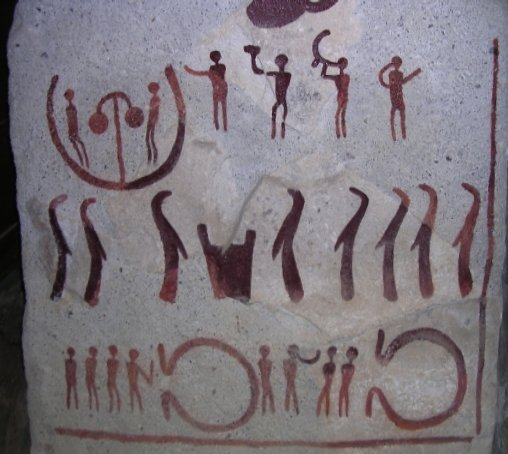
تخته سنگی از قبر پادشاه در جنوب سوئد، عصر برنز

آثار مذهب بت‌پرستی ژرمنی در قدیمی‌ترین دوره‌های عصر آهن سلتیک، از طریق یافته‌های باستان‌شناسی شناخته شده است. این آثار معمولاً شامل اشیایی که در دریاچه‌ها و مرداب‌ها کشف می‌شوند می‌شود، در میان این آثار بسیاری از آنها به عصر نوسنگی تا عصر برنز بازمی‌گردند. مردم آن زمان احتمالاً باتلاق‌ها و مرداب‌ها را مکان‌های مقدسی می‌دانستند که در آن تماس با قدرت‌های الهی امکان‌پذیر بود. تاسیتوس خانه الهه ژرمنی، نرتوس، را در جزیره‌ای در یک دریاچه توصیف کرده است. در چندین باتلاق، پیکره‌های چوب خام فرآوری شده یافت شده است که عموماً افرادی را نشان می‌دهد و شامل نمادهایی با ویژگی‌های جنسی شدیداً تأکید شده است. این امراحتمالاً نشان می‌دهد که خدایان باروری بت پرستان اولیه آلمانی با آب مرتبط بوده‌اند.

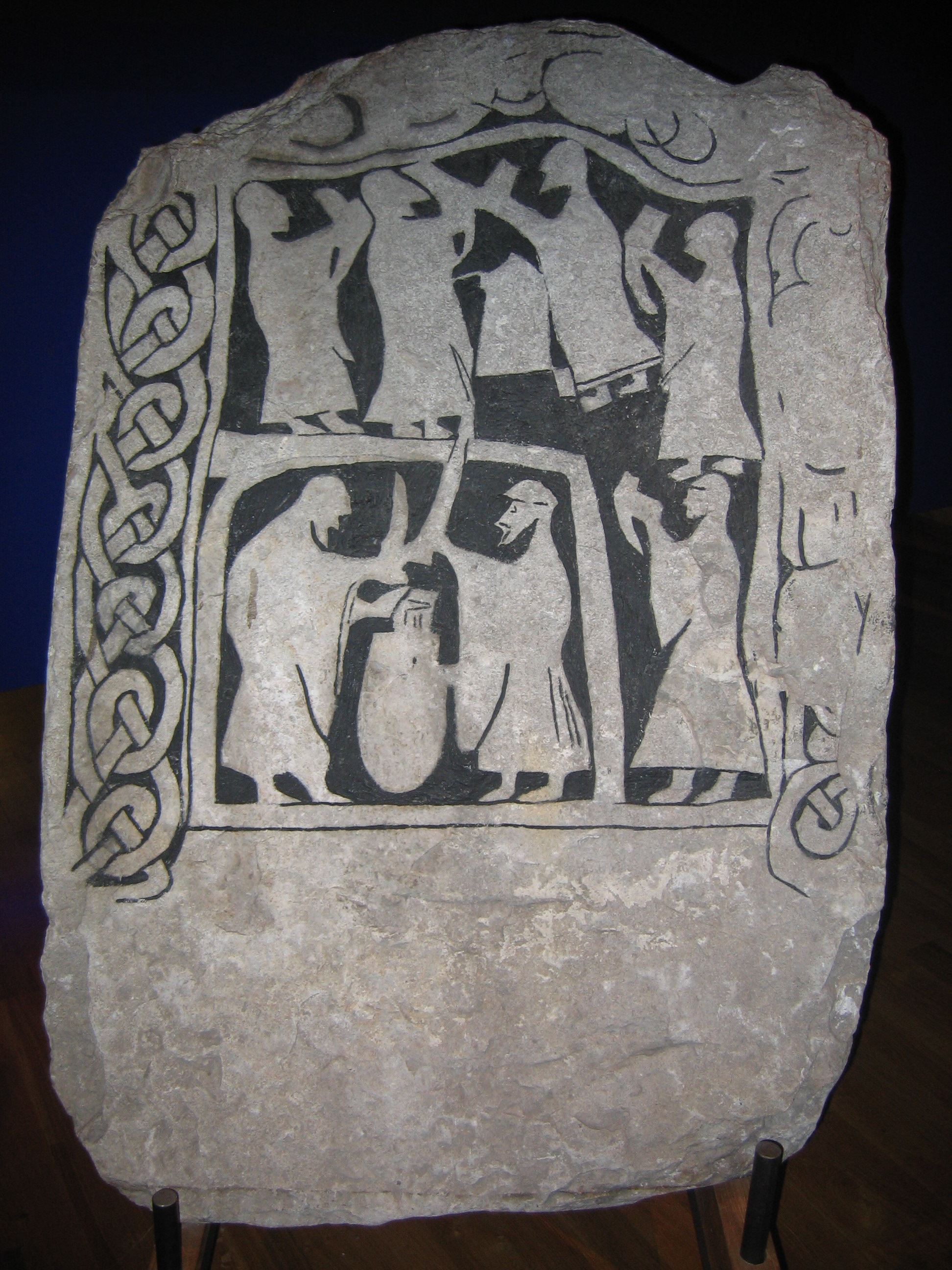
صحنه نوشیدن بر روی سنگ تصویری از گوتلند، در موزه آثار ملی سوئد در استکهلم.

این واقعیت که قربانی عنصر اساسی دین ژرمنی بوده را می‌توان در این واقعیت مشاهده کرد که در انواع منابع، اعم از باستان و قرون وسطی، در نام مکان‌ها، آثار مادی و در متون اساطیری بت‌پرستی آلمانی، جایی که حتی خدایان قربانی می‌کردند، وجود دارد. قربانی کردن اشیاء فرستاده شده از طریق تخریب یا قرار دادن فیزیکی آن در مکان‌هایی که افراد زنده دیگر به آنها دسترسی ندارند در این راستا بوده است. اغلب این قربانی کردن‌ها شامل سوزاندن قربانی‌ها یا انداختن آنها به دریاچه‌ها بوده است. یکی از عناصر مهم این مراسم جشن قربانی بوده که شامل خوردن و آشامیدن فراوان بوده است. قربانی‌های بزرگ در مکان‌هایی متمرکز انجام می‌شده است، و در بسیاری از مکان‌ها در سرتاسر جایی که زمانی آلمان باستانی بود، بقایای چنین مکان‌هایی یافت شده است.
مجسمه‌های چوبی نیز مانند مردم قربانی شدند. قربانیان انسانی متحمل مرگ ناگهانی و خشونت‌آمیز می‌شدند، یافته‌های باستان‌شناسی در باتلاق‌ها - در جایی که زمانی آلمان بوده است -این اطلاعات را تأیید می‌کند. آلن آ. لوند، مورخ دانمارکی، معتقد است که قربانیان به این دلیل کشته شده بودند که آن‌ها را جادوگرانی می‌دانستند که برای جامعه بدبختی به ارمغان می‌آوردند. او این امر را با این واقعیت توضیح می‌دهد که قربانیان در باتلاق ذغال سنگ قرار داده شده بودند، جایی که آنها حل نمی‌شدند و در نتیجه به جهان دیگر منتقل نمی‌شدند، بلکه برای همیشه در یک حالت مرزی بین این جهان و جهان دیگر می‌ماندند.
رسم بت پرستان آلمانی‌ها این بود که برای خدایانشان سلاح عرضه می‌کردند. در جنوب اسکاندیناوی، حدود ۵۰ مکان وجود دارد که در آن‌ها اسلحه‌ها به دریاچه پرتاب شده است. در این مکان‌ها فقط سلاح و دارایی‌ها قربانی می‌شدند. هیچ استخوان انسانی در هیچ‌کدام از این مکان‌ها یافت نمی‌شود و فقط استخوان‌های حیوانات (غیرانسان) که بیشتر مربوط به اسب‌ها است یافت شده است. شمشیرها خم شده، نیزه‌ها و سپرها شکسته‌اند. اکثر این نوع قربانی‌ها مربوط به دوره بین ۲۰۰–۵۰۰ پس از میلاد می‌باشد و بسیاری از آنها در جوتلند شرقی بین سوئد و دانمارک است. قربانی کردن سلاح‌های دشمن شکست‌خورده توسط آلمانی‌ها برای خدایانشان در روایت‌های باستانی نیز آمده است و بخشی از پیشکشی به اودین است که طی آن قربانی کردن سلاح ارتباط بین پرستندگان و خدا را تأیید می‌کند.

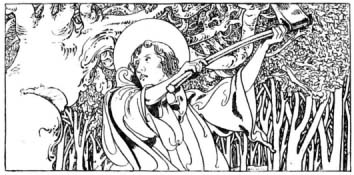
تصویری از سنت بونیفاس در حال تخریب بلوط دونار از کتاب زندگی کوچک مقدسین (۱۹۰۴) که توسط چارلز رابینسون به تصویر کشیده شده است.

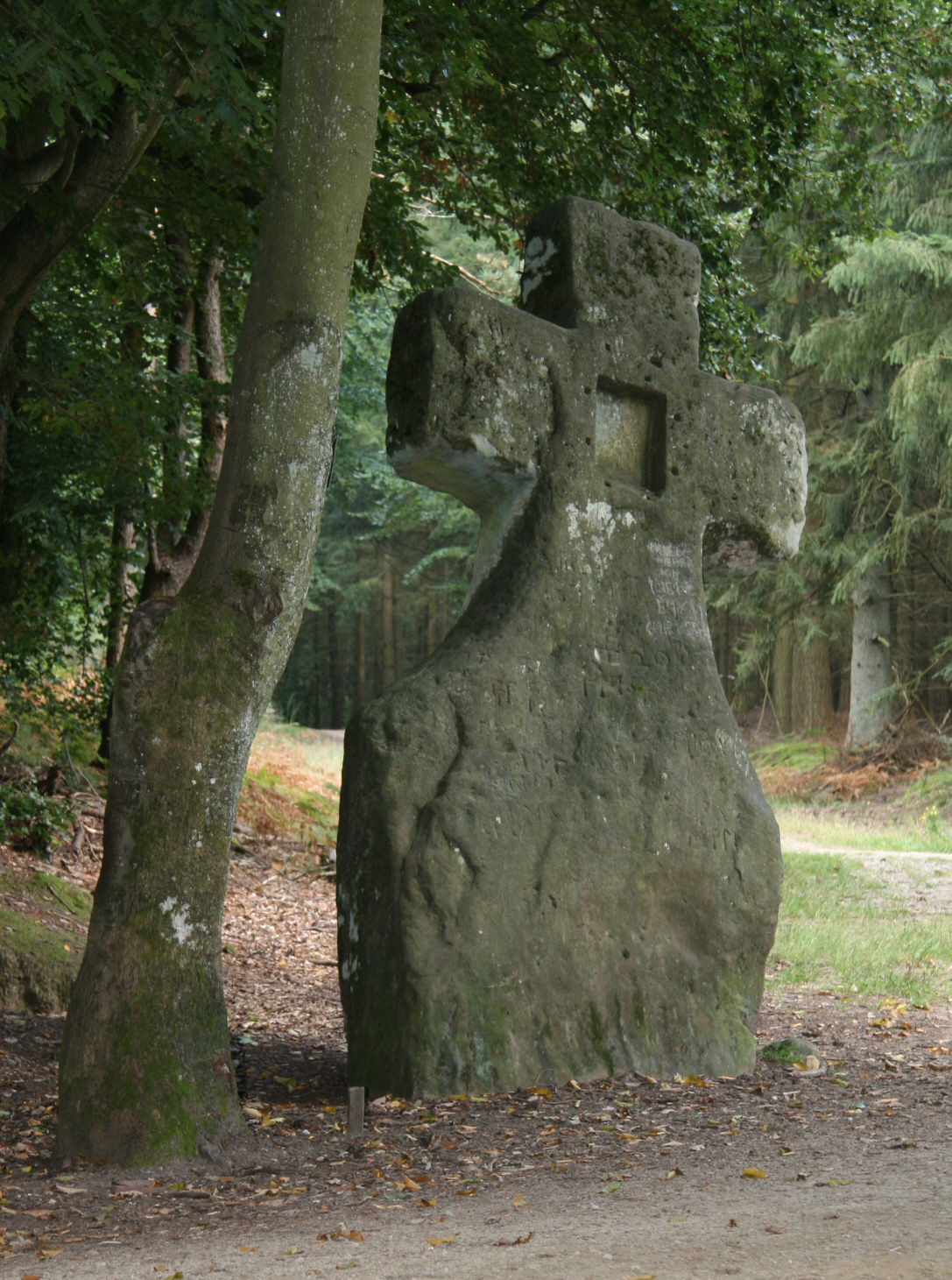
صلیب فرابلن

## تأثیر
در دوران گذار بین عصر مفرغ و عصر آهن (حدود ۵۰۰ سال قبل از میلاد) تغییری در آداب و رسوم زندگی و مذهبی رخ داد. یافته‌های باستان‌شناسی جامعه‌ای را نشان می‌دهد که تغییر یافته، به جای دفن مردگان، اکنون شروع به سوزاندن آن‌ها می‌کردند تا آنها را به‌طور تشریفاتی درون زمین بگذارند. این رسم تدفین تا زمان گذار به مسیحیت در قرون وسطی همچنان غالب بود. در منابع بعدی، به نظر می‌رسد که مردم ژرمن معتقد بودند که مردگان از طریق سوزاندن در یک ملکوت آسمانی به زندگی خود ادامه می‌دهند، در حالی که کسانی که بدون سوزاندن در زمین گذاشته می‌شدند، در آنجا باقی می‌مانند. در میان یافته‌هایی که احتمالاً اهمیت مذهبی داشته‌اند، اشیایی با منشأ سلتی غالب هستند و نقوش اساطیری که در بسیاری از موارد یافت می‌شوند، پیوندهای روشنی با منطقه مدیترانه یا فرهنگ سلتیک دارند. بر این به گفته مالکوم تاد مورخ، تشخیص آلمان‌های اولیه از سلت‌ها براساس شواهد باستان‌شناسی به تنهایی، تقریباً غیرممکن است. در حالی که اطلاعات محدودی در مورد اساطیر ژرمنی در اوایل عصر آهن در دسترس است، بقایای آثاری که وجود دارد نشان می‌دهد که تغییراتی در باورهای مذهبی مردم ژرمن در طول قرن‌ها رخ داده است.

## آثار دین رومی
همچنین ببینید: دین در روم باستان

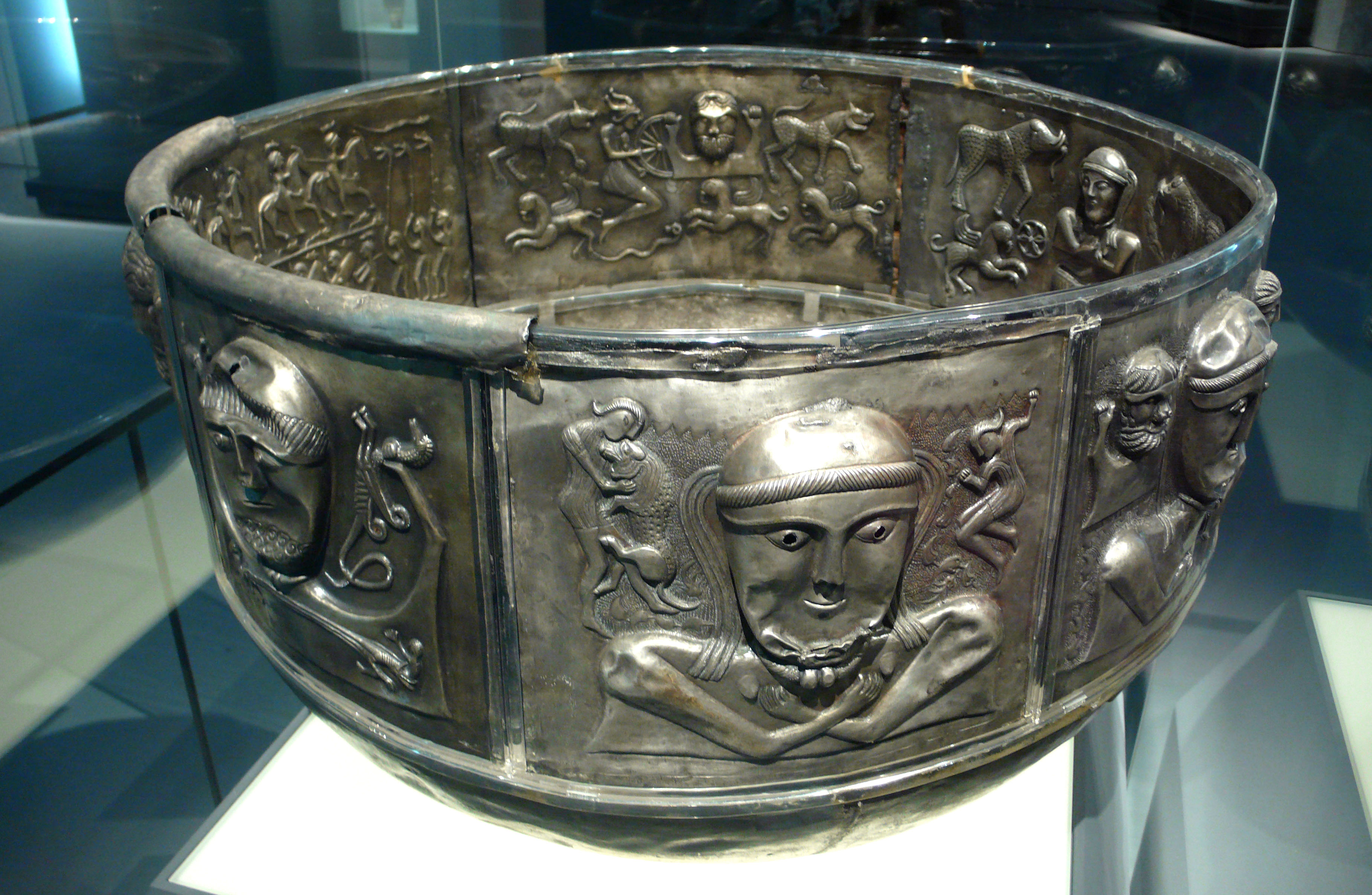
دیگ گوندستروپ

تا حدود سال ۴۰۰ پس از میلاد، مرزهای امپراتوری روم تنها حدود ۳۰۰ کیلومتر با اسکاندیناوی فاصله داشت و حتی به سایر قبایل آلمانی زبان نزدیکتر بود. امپراتوری روم قدرت مسلط آن زمان، هم از نظر سیاسی، هم از نظر اقتصادی و هم از نظر فرهنگی در این بخش از جهان بود. با رشد امپراتوری روم و برقراری ارتباط با فرهنگ‌های مختلف در منطقه وسیعی از اروپا، سنت‌های محلی در نهایت شروع به وام گرفتن عناصر فرهنگی برگرفته از رومیان کردند. این امر در مورد مردم ژرمن نیز صدق می‌کند. یک مثال گویا این است که تا سال ۳۰۰ پس از میلاد، مردم ژرمن شروع به تقسیم هفته به هفت روز کردند که هر روز به نام خدایی خاص نامگذاری شده است.
نمونه‌های بیشتر شامل مجسمه‌هایی است که یک سنت مشترک کلی در سراسر اروپا، شمال نزدیک و شمال آفریقا ایجاد می‌کنند. در شمال اروپا، مجسمه‌های کوچک‌تر با شباهت‌های آشکار به مدل‌های رومی حاصل کاوش‌های باستان‌شناسی - به‌ویژه، در فانن - مربوط به سال‌های ۲۰۰ تا ۴۰۰ پس از میلاد، از پیکرهایی تشکیل شده‌اند که می‌توانند روی یک میز بایستند یا از فلز یا چوب ساخته شده‌اند. متأسفانه نمی‌توان تشخیص داد که این شخصیت‌ها کدام یک از خدایان را به تصویر می‌کشند یا در مورد اعتقادات مذهبی متصل به آن‌ها چیز زیادی وجود ندارد. با این حال، ویژگی خاص چهره‌های ژرمنی، فقدان چهره‌های زن است که در امپراتوری روم محبوبیت داشتند، که نشان دهنده انصرافی عمدی است. در بافت رومی، این نوع پیکره‌ها عمدتاً در خانه‌های شخصی مورد استفاده قرار می‌گرفتند، جایی که آنها را بر روی محراب خانه‌های کوچک قرار می‌دادند. با این حال، مشخص نیست که آیا آنها برای همان هدف در کشورهای شمال اروپا استفاده شده‌اند یا خیر. به تدریج، این چهره‌ها دوباره از یافته‌ها ناپدید می‌شوند و از عصر وایکینگ‌ها فقط تعداد بسیار کمی و کوچک شناخته شده است.
زمانی بین سال‌های ۴۰۰ تا ۵۰۰ پس از میلاد، مقدار طلا افزایش یافت، همان‌طور که کاوش‌های باستان‌شناسی در سراسر اروپای شمالی نشان می‌دهد - این احتمالاً به استفاده گسترده از مزدوران ژرمنی توسط رومیان در تلاش برای گسترش امپراتوری خود مربوط می‌شود. در این عصر مدال‌های طلای گرد با الهام از سکه‌های رومی ظاهر شدند که با تصاویر بالدر، تیر و اودین مزین شده بودند. این خدایان به‌طور برجسته توسط طبقات بالا و پادشاهان آلمانی پرستش می‌شدند. در این مثال، از تکنیک‌های رومی برای بازتولید و انتقال عقاید و مذهب آلمانی استفاده شده است.

## دوره پسا مسیحی

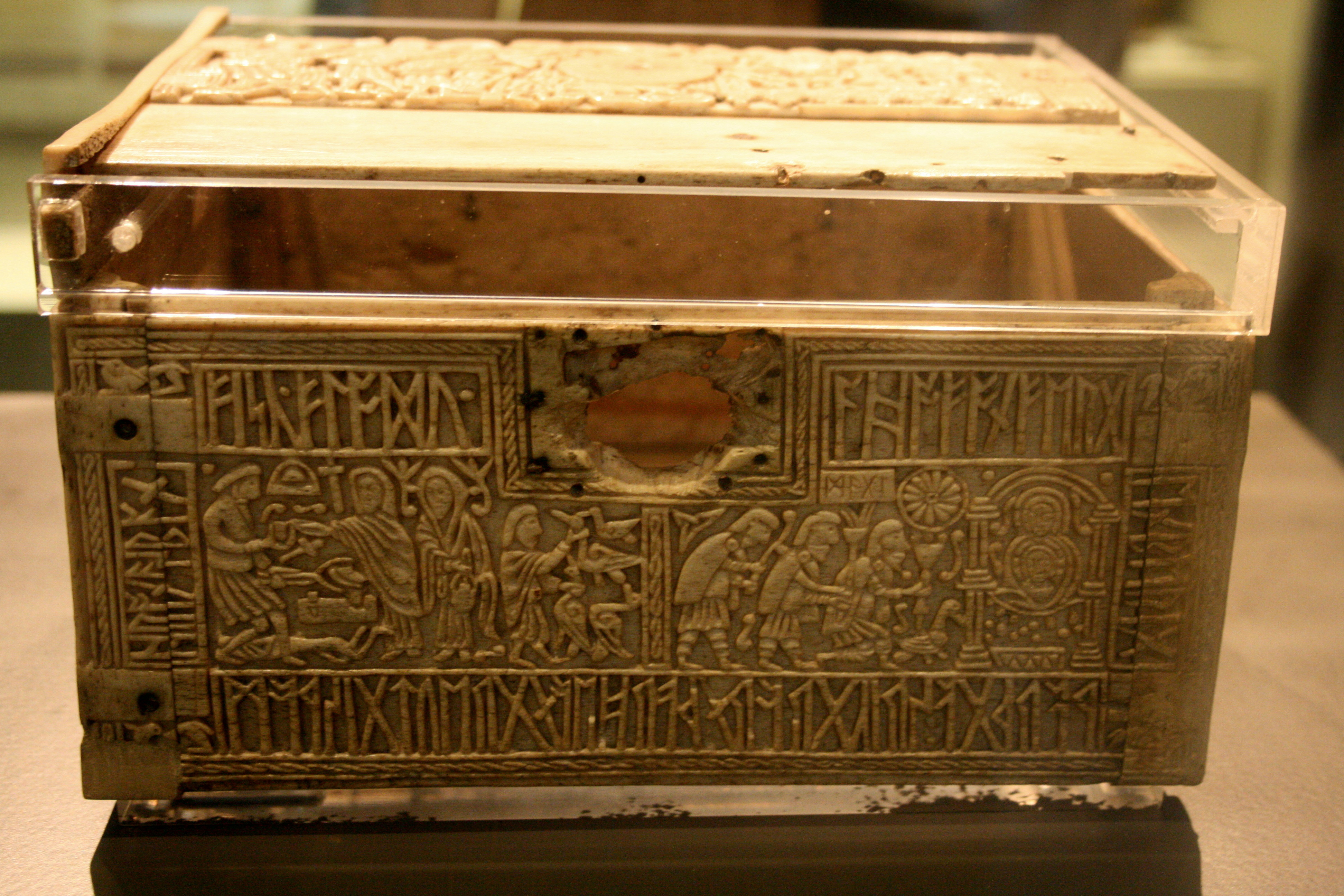
تابوت فرانک‌ها، که در موزه بریتانیا به نمایش گذاشته شده است.

مناطق اروپای مرکزی که ساکنان آن اقوام ژرمنی بودند، بین قرن‌های ششم و هشتم به‌طور اسمی مسیحی شدند و به دنبال آن مردم اسکاندیناوی در قرن‌های هشتم تا دوازدهم مسیحی شدند. با این حال، عناصر مربوط به اساطیر باستانی در قرون وسطی در قالب افسانه‌ها، ماجراها و داستان‌های حماسی و فولکلور باقی ماند.
در رابطه با مذهب نورس قدیم و تا حدی بت‌پرستی آنگلوساکسون، منابع مکتوب در اروپای مرکزی ماهیتی بسیار پراکنده دارند. برای مثال، افسون‌های مرسبورگتنها متن پیش از مسیحیت است که به آلمانی باستانی نوشته شده است و شامل ذکر خدایان فولا، وودان و فریگ است. در متون دیگر، از جمله وقایع نگاری‌ها و بازنمایی‌های تاریخی، اشاراتی به دین بت‌پرستی، مانند تخریب بناهای مربوط به آن توسط شارلمانی در نوشته‌های ایرمنسول بیان شده است
با وجد اینکه بت‌پرستی توسط مسیحیت به حاشیه رانده شد، بخش‌هایی از دین پیش از مسیحیت در فرهنگ مردمان روستایی باقی ماند. اساطیر ژرمنی در افسانه‌ها باقی ماندند، و برادران گریم آن‌ها را جمع‌آوری و در آثار خود منتشر کردند. بت‌پرستی ژرمنی در برخی از گروه‌های فاشیست وابسته به جنبش مدرن هیتلری احیا شدند.